# Nikola Tomac
Nikola Tomac (Rijeka, 29. studenoga 1957. – Rijeka, 12. listopada 2021.), hrvatski nogometaš, znanstvenik i sveučilišni predavač.
U mladosti je igrao za Orijent, Rijeku i Opatiju. Strojarstvo je diplomirao 1985. na Tehničkomu fakultetu Riječkoga sveučilišta, stjecanjem koje radi kao inženjer proizvodnoga strojarstva u brodogradilištu »3. maj«. Doktorirao je 1993. disertacijom Built-up materials in machining of light metals na Norveškom tehničko-prirodoslovnom sveučilištu u Trondheimu. Iste godina postaje docentom, a 1995. i izvanrednim profesorom na Tehničkomu fakultetu u Narviku. Godine 1997. vraća se u Hrvatsku i postaje športskim direktorom HNK Rijeka. God. 2001. bio je vanjski suradnik Odsjeka fizike i politehnike Filozofskoga fakulteta u Rijeci, 2005. i docent na istomu Odsjeku, a od 2009. do smrti i izvanredni profesor na Pomorskomu fakultetu u Rijeci.

## Vanjske poveznice
- Nikola Tomac u CROSBI-ju
- Nikola Tomac na Researchgateu